# 아카시아 (2011년 영화)
아카시아(Las acacias)는 스페인에서 제작된 파블로 지오르젤리 감독의 2011년 드라마 영화이다. 저먼 드 실바 등이 주연으로 출연하였다. 2011년 칸 영화제에서 카메라 드오르를 수상했다.

## 출연

### 주연
- 저먼 드 실바
- 헤베 두아르테
- 네이라 칼레 마마니

### 조연
- 모니카 코카
- 릴리 로페즈